# Waldgeist
Waldgeist ist eine volkskundliche Sammelbezeichnung für Geistwesen, die als mit dem Wald verbunden gelten. Die vielen verschiedenen Wesen, die unter der Kategorie Waldgeister summiert werden, unterscheiden sich in Namen, Verhalten und Aussehen voneinander. Waldgeisterüberlieferungen müssen in historischer, inhaltlicher und kulturgeographischer Hinsicht differenziert werden. Waldgeistertraditionen entstehen nicht automatisch aus dem Kontakt mit Wäldern. Sondern sie entstehen dort, wo Menschen einen kulturellen Bezug zum Wald herstellen, etwa durch Jagd und Holzverarbeitung.

## Forschungsgeschichte
Jacob Grimm, Wilhelm Mannhardt, James George Frazer und die Vertreter der Mythologischen Schule des 19. Jh. interpretierten die Waldgeister der Volkserzählungen des germanischen Sprachraumes als Relikte vorchristlicher germanischer Gottheiten bzw. als Überbleibsel eines Baumkultes um angeblich als beseelt gedachte Bäume. Diese Theorien gelten heute als wissenschaftlich veraltet. Bei vielen Waldgeistern handelt es sich eher um lokale Kinderschreckfiguren.
Der Volkskundler Leander Petzoldt definiert „Waldgeister“ über einen „direkten oder indirekten Bezug zum Wald“. Es sei jedoch schwierig, die „genuinen Waldgeister“ von den Elementargeistern und den Wildgeistern abzugrenzen. Bei diesen Begriffen handelt es sich um Taxonomien der Volkskunde, für die tatsächlichen Träger der untersuchten Traditionen spielen diese Konzepte keine Rolle. Nach Petzoldt sei grundsätzlich zwischen solitären Waldgeistern (bspw. Rübezahl, Hehmann) und kollektiven Waldgeistern (bspw. Salige Frauen, Moosweiblein) zu unterscheiden. Der Volkskundler Reinhard Bodner definiert Waldgeister als Wesen „mit bewohnendem, besitzendem und beschützendem Verhältnis zum Naturbereich des Waldes“. Waldgeister gelten häufig als eine von mehreren Untergruppen der Naturgeister, diesen von der Forschung aufgestellten Kategorien lassen sich die untersuchten Wesen aber häufig nicht klar zuordnen: „Sind Geister waldreicher Bergregionen Waldgeister oder eher Berggeister?“
Auch Åke Hultkrantz, Lutz Röhrich, Ivar Paulson und Ronald Grambo leisteten Beiträge zur volkskundlichen Waldgeisterforschung.

## Waldgeister in Mittel- und Nordeuropa

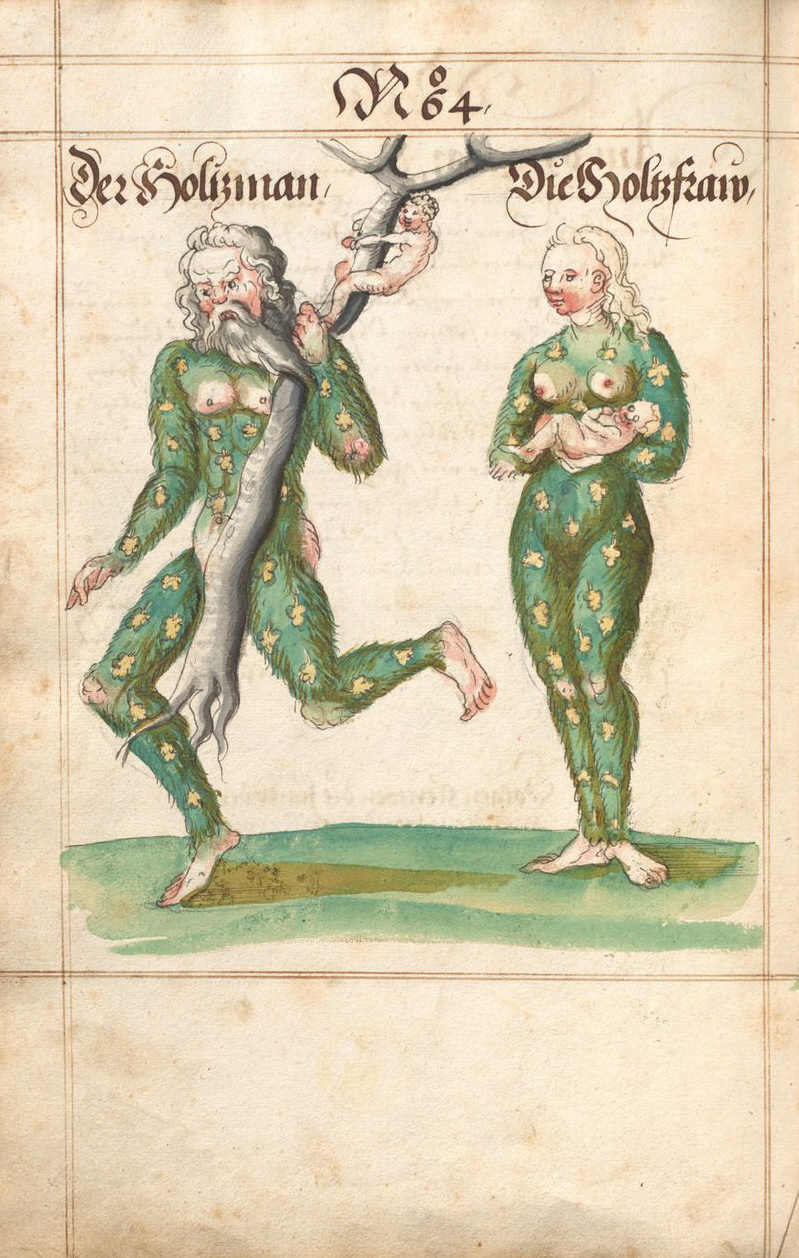
Holzmann und Holzfrau in einer zwischen 1561 und 1600 entstandenen Handschrift.

Weibliche Waldgeister werden in mittelalterlichen Quellen erstmals bei Burchard von Worms erwähnt: „agrestes feminae quas silvaticas vocant“. Der erotische Aspekt dieser Waldfrauen spielt eine Rolle für die Figur der Rauhen Else im mittelhochdeutschen Wolfdietrich-Epos. Der Wilde Mann taucht dagegen in französischen Epen des 12. Jh. als Gegner der ritterlichen Helden auf.
Die verschiedenen Waldgeisterfiguren erfuhren im Laufe der Zeit inhaltliche Veränderungen. Durch die Christianisierung konnten Wesen des Volksglaubens etwa zu Trickstern verharmlost oder zu Teufeln dämonisiert werden. Die Tendenz zur Dämonisierung zeigt sich in mittelalterlichen Glossen, die germanische Wörter wie Schrat und Holzfrau mit Larvae und Lamien übersetzen. Ab der Frühen Neuzeit wurden einige Gestalten, beispielsweise der Wilde Jäger, entdämonisiert und etwa als Sünder gedeutet, die zur Strafe umgehen müssten.
Ebenfalls in der Frühen Neuzeit finden Waldgeister einen Platz in den gelehrten Dämonologien von Philosophen wie Johannes Trithemius und Agrippa von Nettesheim. Paracelsus ordnete die Waldgeister den Sylphen bzw. Sylvesteres zu, d. h. den Elementargeistern der Luft. In seiner renaissance-humanistischen Geisterlehre wurden die Waldgeister also zu Elementargeistern entdämonisiert und als von Gott eigens geschaffene Wesen gedeutet.
In mitteleuropäischen Volkssagen erscheinen Waldgeister meist anthropomorph in Männer- oder Frauengestalt. Auch ihre Lebensverhältnisse werden oft ähnlich denen der Menschen vorgestellt: Sie leben in Familien, besitzen Haus und Hof, und werden von Königen regiert. Die verschiedenen Überlieferungen mit Bezug auf die als Waldgeister zusammengefassten Wesen sind sehr vielfältig. So wird zu Menschen ein ambivalentes Verhältnis beschrieben: Einerseits wird erzählt, wie sie Menschen heiraten, menschliche Hebammen benötigen, den Hirten das Vieh hüten und den Bauern bei der Ernte helfen. In anderen Geschichten führen sie Menschen in die Irre, versuchen sie zu töten, oder stehlen Kinder und tauschen sie gegen Wechselbälger aus. Der Umgang mit Waldgeistern wird durch verschiedene Verbote geregelt, man darf etwa weder ihren Namen aussprechen, noch auf ihren Ruf antworten.
In Skandinavien treten verführerische weibliche Waldgeister auf (schwed. Skogsrå, norw. Huldra), die den Menschen schaden oder nützen können. Die Waldtrolle erscheinen meist als gefährlich, hässlich und dumm. Die Waldgeister skandinavischer Erzählungen werden oft als Herr der Tiere interpretiert.

## Waldgeister in Osteuropa und Baltikum

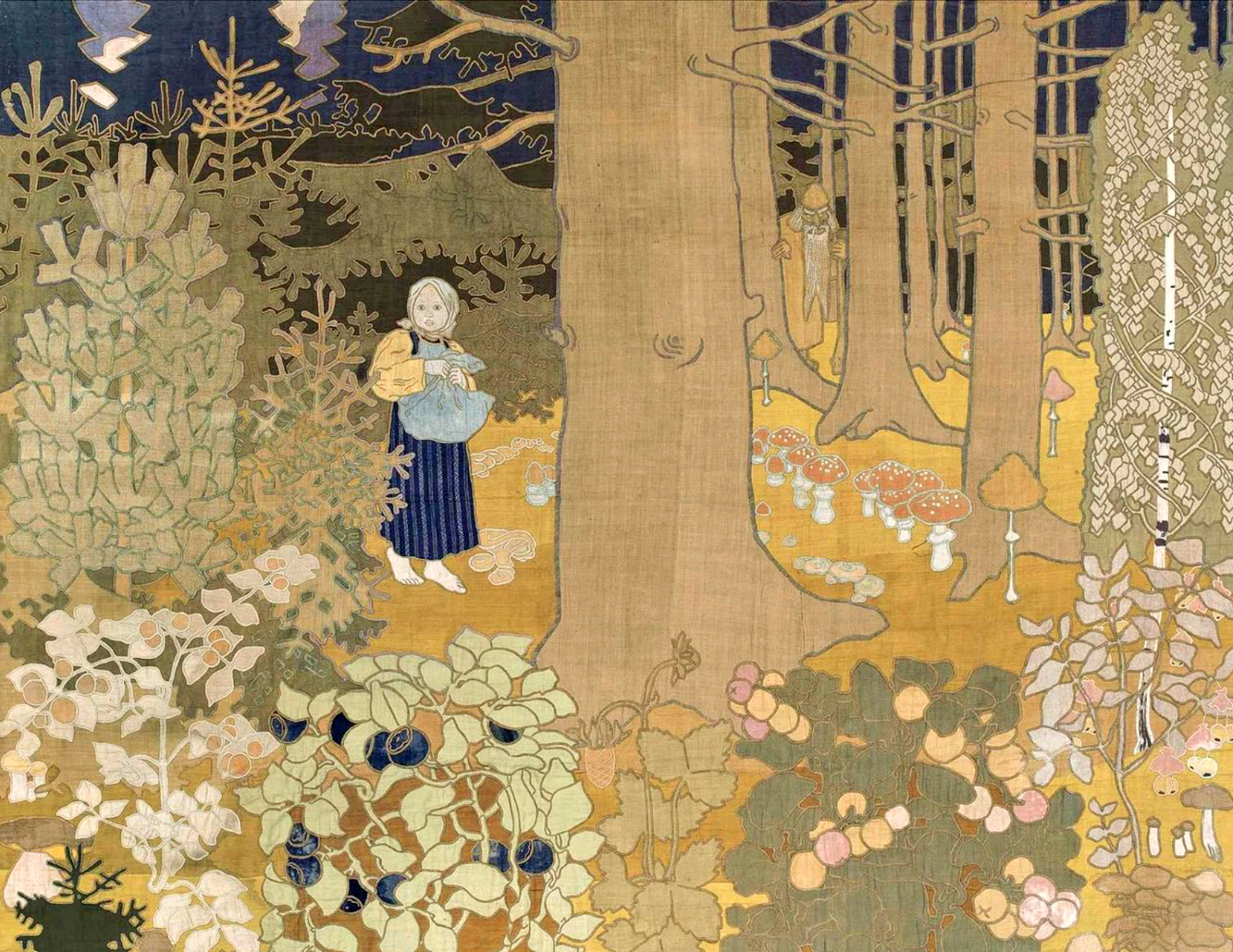
Das Mädchen und der Lešij (1899). Wandtafel aus Stoff der russischen Künstlerin Marija Wassiljewna Jakuntschikowa.

In den west- und ostslawischen Sprachen existiert eine Reihe von Geisterbezeichnungen, die auf „lés“ (dt. Wald) gebildet sind. Der älteste Beleg für den in der modernen russischen Schriftsprache „Leschi“ genannten Waldgeist findet sich in einer Handschrift aus dem zweiten Viertel des 17. Jahrhunderts. Dazu existieren Dialektformen wie „lesovík“ und „lesovój“, und weibliche Formen wie „lešaja“. Die Entsprechung in der belarussischen Schriftsprache ist „ljasun“. Im Ukrainischen heißt der männliche bzw. weibliche Waldgeist „lisú“ bzw. „lisúnka“. Weitere Entsprechungen sind slowakisch „leš(ák)“ bzw. „lisun“, tschechisch „leši“, polnisch „les'nik“, und slowinzisch „l'esinka“. In den südslawischen Sprachen finden sich keine Geisternamen auf „lés“, hier sind es die Vilas, die im Wald verortet werden. Vom lešij wird erzählt, wie er im Wald schreit, Menschen in die Irre führt und Hasen umherjagd. Der Waldgeist wird teilweise als Antagonist zum Hausgeist („Domowoi“) beschrieben.
Auch in den baltischen Sprachen sind Geisternamen ähnlich auf Wörter für „Wald“ gebildet. Aus den drei litauischen Wörtern für Wald („girià“, „mlškas“, „média“) folgen die Namen „girýstis/girýkštis/girináitis“, „miškinis“ und „medeine“. Von diesen weist nur letzterer ein hohes Alter auf, und ist in Formen wie „Medeinô“, „Me(n)deina“ und „Modeina“ bereits seit dem 13. Jh. als Bezeichnung einer Waldgöttin überliefert. Im Lettischen sind Bezeichnungen wie „mežuons“, „mežans“ und „mežainis“ von der Wurzel *med- abgeleitet. Die Wörter bezeichnen nicht nur Geister, sondern können auch als Tabuersatznamen für Wolf und Bär stehen. Auch die in Dainas auftretenden „Meža mates“ (dt. Waldmütter) und „meža meita“ (dt. Waldtochter) gehören in diesen Zusammenhang. Der litauische Teufelsname „kélmas“ bedeutete ursprünglich „Baumstumpf“, als Zwischenglied ist wohl ein später dämonisierter Waldgeistername anzunehmen.
Der Slawist und Baltist Rainer Eckert stellt eine „semantisch-wortbildungsmäßige Übereinstimmung“ zwischen den slawischen und baltischen Waldgeisternamen fest und vermutet, dass eine der Sprachgruppen hier auf die andere eingewirkt habe.